# Monte Isola (by)
Monte Isola er en italiensk by (og kommune) i regionen Lombardiet i Italien, med omkring 1.804(2023) indbyggere.